# Campionat del Món de Supersport
El Campionat del Món de Supersport (oficialment, en anglès, Supersport World Championship i abreujat WorldSSP) és un campionat de motociclisme de velocitat per a motocicletes esportives de mida mitjana. Les motos que hi competeixen es basaven originàriament en models de producció amb motors de 600 a 955 cc, depenent del nombre de cilindres. Després de les proves efectuades al Campionat britànic de Superbike, a partir del 2022 la normativa ha canviat per tal de permetre de fer-hi servir motors de cilindrada més gran, amb la idea de reflectir les cilindrades més habituals en producció actualment i encoratjar la participació d'altres fabricants.
El campionat es desenvolupa com a classe de suport del Campionat del Món de Superbike, el qual es basa de manera similar en grans motocicletes esportives de producció. Reconegut per la FIM, el WorldSSP va ser organitzat i promogut amb els mateixos mitjans que el mundial de Superbike per FGSport (anomenat Infront Motor Sports a partir del 2008) fins al 2012, i per Dorna Sports a partir de la temporada del 2013.

## Característiques
Les curses de Supersport es van introduir com a classe de suport al Campionat del Món de Superbike el 1990, inicialment com a Campionat d'Europa. L'actual WorldSSP permet motors de quatre cilindres de fins a 600 cc, de tres cilindres de fins a 675 cc i bicilíndrics de fins a 750 cc. El 1997 el campionat va esdevenir "Mundial" i el títol europeu es va atorgar dins el Campionat d'Europa de la UEM, actual FIM Europe. El nom actual de "Supersport World Championship" es va adoptar el 1999. Les curses de Supersport també han estat unes de les més populars de diversos campionats nacionals durant molts anys.
La competència al campionat sol ser ferotge i el domini de la temporada per part d'un sol competidor és inusual. El campionat de 2001 va ser especialment destacat en aquest sentit i el campió final, Andrew Pitt, no va guanyar ni una sola cursa però va acumular més punts que ningú en acabar prop del primer en gairebé totes les curses.

## Reglamentacions

### Reglamentació tècnica

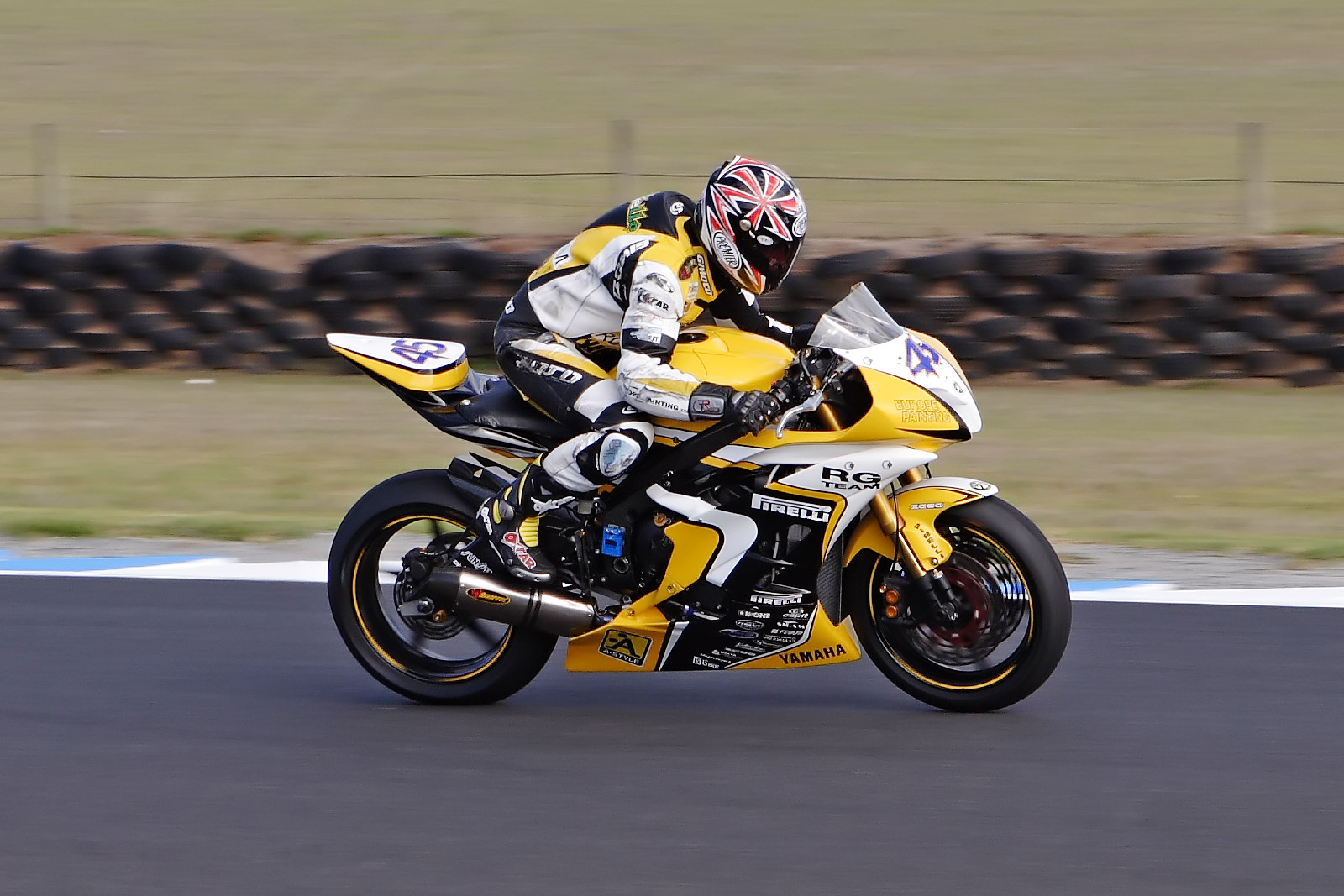
Gianluca Vizziello amb la Yamaha YZF-R6 a Phillip Island el 2007

El 2012, per a poder competir al campionat, la motocicleta havia de complir els requisits d'homologació de la FIM i tenir un motor de quatre temps en una de les configuracions següents:
- Entre 400 i 600 cc - 4 cilindres
- Entre 600 i 800 cc - 3 cilindres
- Entre 800 i 955 cc - 2 cilindres

A partir del 2023, les motocicletes homologades eren les següents:
Ducati Panigale V2, Honda CBR600RR, Kawasaki ZX-6R, MV Agusta F3 800, Suzuki GSX-R600, Suzuki GSX-R600, Triumph Street Triple 765RSi, Yamaha YZF-R6.
Algunes motocicletes que havien estat anteriorment homologades eren la Bimota YB9, Ducati 748, Ducati 749, Honda CBR600F, MV Agusta F3 675, Triumph Daytona 600, Triumph Daytona 675 i Yamaha YZF600R.
Les regulacions de Supersport són molt més estrictes que les de les Superbike. El xassís d'una moto Superesportiva ha de romandre en gran part estàndard, mentre que l'ajustament del motor és possible però està estrictament regulat. Per exemple, la cilindrada, el diàmetre i la carrera han de mantenir-se a la mida homologada (no es permet modificar el diàmetre i la carrera per augmentar la cilindrada). Tal com es fa al mundial de Superbike, s'empra un pneumàtic de control. A partir del 2020, però, els pneumàtics ja no han de ser legals per a la carretera i, per tant, es permeten slicks de competició.

### Reglamentació esportiva
A gairebé totes les rondes del Campionat del Món de Superbike s'hi celebra una cursa del Campionat del Món de Supersport. Les posicions inicials es decideixen per mitjà de les voltes més ràpides dels pilots a partir de dues sessions de classificació de 45 minuts. Cada cursa té aproximadament 100 quilòmetres de llargada. Normalment, la cursa té lloc entre les dues de Superbike.
El sistema de puntuació és el mateix per al campionat de pilots i per al campionat de fabricants, però només la motocicleta més ben classificada de cada fabricant en particular obté els punts per a aquest darrer campionat.
| Posició | 1  | 2  | 3  | 4  | 5  | 6  | 7 | 8 | 9 | 10 | 11 | 12 | 13 | 14 | 15 |
| ------- | -- | -- | -- | -- | -- | -- | - | - | - | -- | -- | -- | -- | -- | -- |
| Punts   | 25 | 20 | 16 | 13 | 11 | 10 | 9 | 8 | 7 | 6  | 5  | 4  | 3  | 2  | 1  |

## Pilots

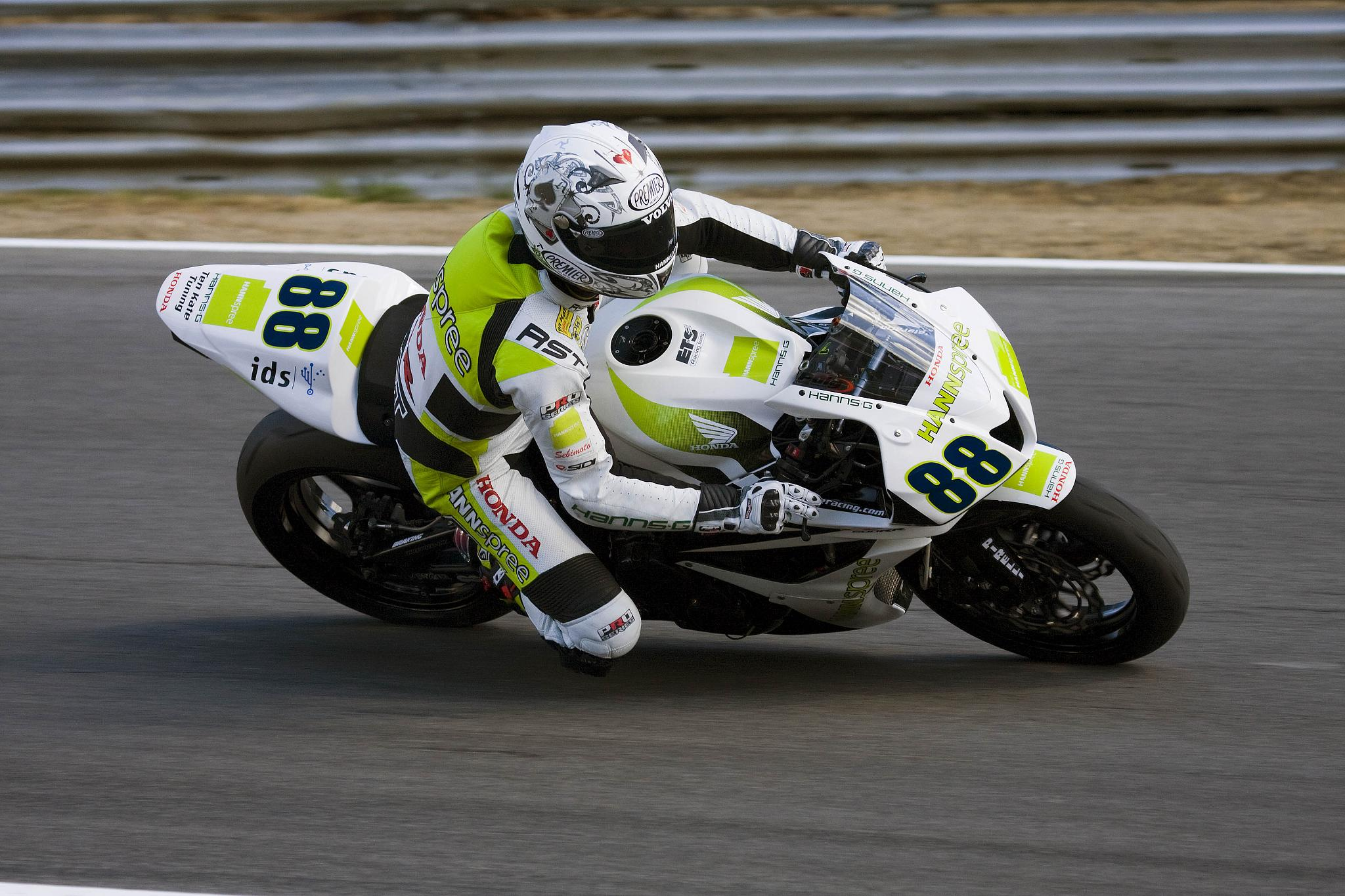
Andrew Pitt a Brands Hatch durant el campionat del 2008

Pilots d'arreu del món competeixen al WorldSSP, majoritàriament d'Europa. D'entre els diversos que van tenir èxit al campionat, alguns han passat a competicions d'alt nivell, en particular, Cal Crutchlow, Chaz Davies i Chris Vermeulen, tot i que altres com ara Fabien Foret i Kenan Sofuoğlu han passat diversos anys competint en aquest campionat. La destacada pilot femenina María Herrera va participar en algunes curses del World Supersport.

### WorldSSP Challenge
Des del 2021 se celebra en paral·lel la World Supersport Challenge, una competició separada en què s'obtenen punts només a les rondes europees del Campionat del Món de Supersport. Aquesta competició es coneixia anteriorment com a la Copa d'Europa de Supersport (European Supersport Cup).

## Llista de campions
A 21 de novembre de 2024

### WorldSSP
| Any               | Pilot                 | Equip                             | Moto               | Campió de constructors |
| World Series      | World Series          | World Series                      | World Series       | World Series           |
| ----------------- | --------------------- | --------------------------------- | ------------------ | ---------------------- |
| 1997              | Paolo Casoli          | Gio.Ca.Moto                       | Ducati 748         | Ducati                 |
| 1998              | Fabrizio Pirovano     | Team Alstare Corona               | Suzuki GSX-R600    | Suzuki                 |
| Campionat del Món |                       |                                   |                    |                        |
| 1999              | Stéphane Chambon      | Suzuki Alstare F.S.               | Suzuki GSX-R600    | Yamaha                 |
| 2000              | Jörg Teuchert         | Alpha Technik Yamaha              | Yamaha YZF-R6      | Yamaha                 |
| 2001              | Andrew Pitt           | Fuchs Kawasaki                    | Kawasaki ZX-6R     | Yamaha                 |
| 2002              | Fabien Foret          | Ten Kate Honda                    | Honda CBR600F      | Suzuki                 |
| 2003              | Chris Vermeulen       | Ten Kate Honda                    | Honda CBR600RR     | Honda                  |
| 2004              | Karl Muggeridge       | Ten Kate Honda                    | Honda CBR600RR     | Honda                  |
| 2005              | Sébastien Charpentier | Winston Ten Kate Honda            | Honda CBR600RR     | Honda                  |
| 2006              | Sébastien Charpentier | Winston Ten Kate Honda            | Honda CBR600RR     | Honda                  |
| 2007              | Kenan Sofuoğlu        | Hannspree Ten Kate Honda          | Honda CBR600RR     | Honda                  |
| 2008              | Andrew Pitt           | Hannspree Ten Kate Honda          | Honda CBR600RR     | Honda                  |
| 2009              | Cal Crutchlow         | Yamaha World Supersport           | Yamaha YZF-R6      | Honda                  |
| 2010              | Kenan Sofuoğlu        | Hannspree Ten Kate Honda          | Honda CBR600RR     | Honda                  |
| 2011              | Chaz Davies           | Yamaha ParkinGO Team              | Yamaha YZF-R6      | Yamaha                 |
| 2012              | Kenan Sofuoğlu        | Kawasaki Lorenzini                | Kawasaki ZX-6R     | Honda                  |
| 2013              | Sam Lowes             | Yakhnich Motorsport               | Yamaha YZF-R6      | Kawasaki               |
| 2014              | Michael van der Mark  | PATA Honda World Supersport       | Honda CBR600RR     | Honda                  |
| 2015              | Kenan Sofuoğlu        | Kawasaki Puccetti Racing          | Kawasaki ZX-6R     | Kawasaki               |
| 2016              | Kenan Sofuoğlu        | Kawasaki Puccetti Racing          | Kawasaki ZX-6R     | Kawasaki               |
| 2017              | Lucas Mahias          | GRT Yamaha Official WorldSSP Team | Yamaha YZF-R6      | Yamaha                 |
| 2018              | Sandro Cortese        | Kallio Racing                     | Yamaha YZF-R6      | Yamaha                 |
| 2019              | Randy Krummenacher    | BARDAHL Evan Bros. WorldSSP Team  | Yamaha YZF-R6      | Yamaha                 |
| 2020              | Andrea Locatelli      | BARDAHL Evan Bros. WorldSSP Team  | Yamaha YZF-R6      | Yamaha                 |
| 2021              | Dominique Aegerter    | Ten Kate Racing Yamaha            | Yamaha YZF-R6      | Yamaha                 |
| 2022              | Dominique Aegerter    | Ten Kate Racing Yamaha            | Yamaha YZF-R6      | Yamaha                 |
| 2023              | Nicolò Bulega         | Aruba Racing                      | Ducati Panigale V2 | Ducati                 |
| 2024              | Adrián Huertas        | Aruba Racing                      | Ducati Panigale V2 | Ducati                 |

### WorldSSP Challenge
Font:
| Any  | Pilot             | Equip                |
| ---- | ----------------- | -------------------- |
| 2021 | Kevin Manfredi    | Altogo Racing Yamaha |
| 2022 | Bahattin Sofuoğlu | MV Agusta            |
| 2023 | Tom Booth-Amos    | Kawasaki Motozoo     |
| 2024 | Simone Corsi      | Ducati               |